# Joel Rubin

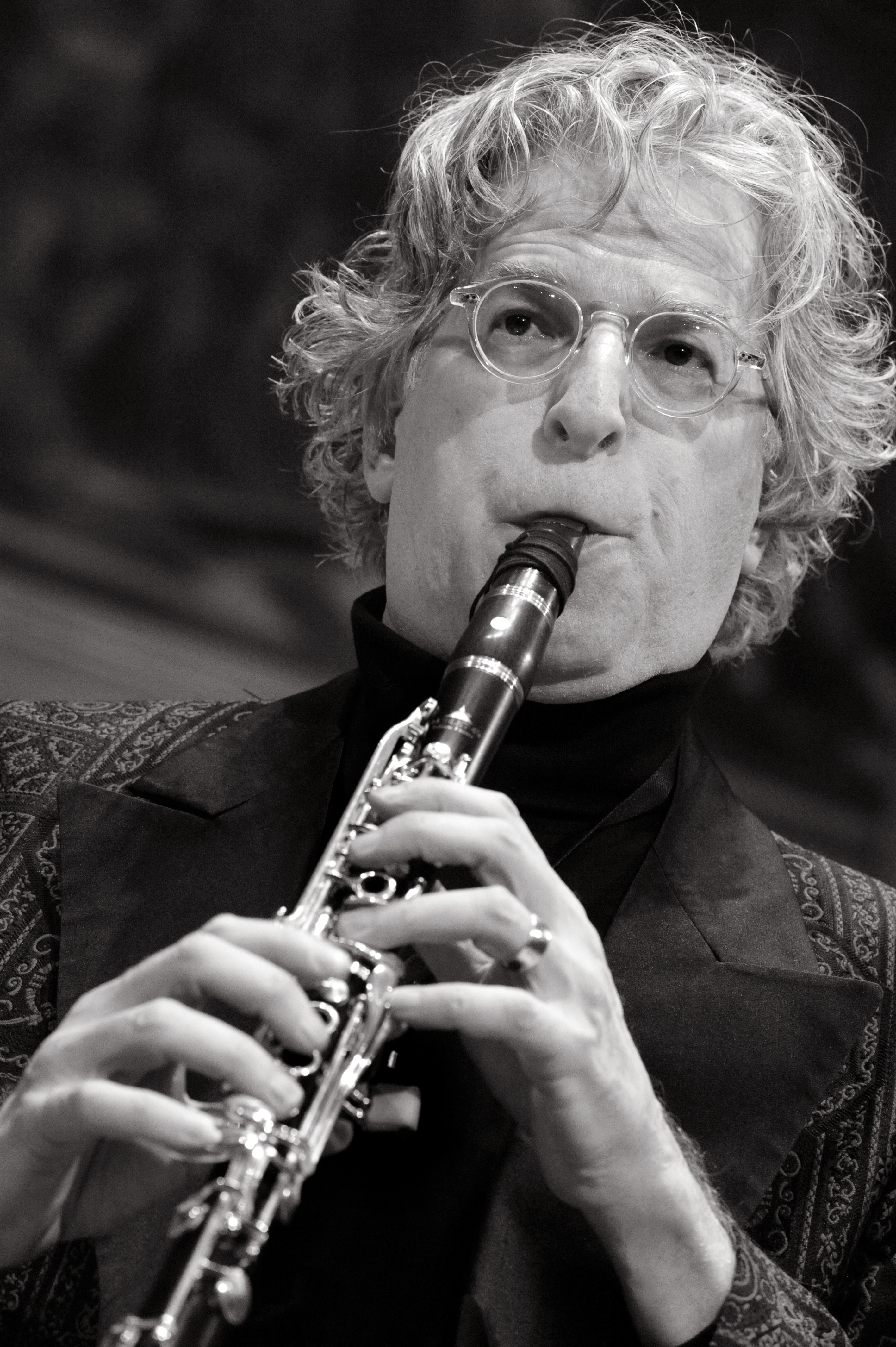
Joel Rubin (2014)

Joel Rubin (* 14. Oktober 1955 in Los Angeles) ist ein US-amerikanischer Klarinettist und Klezmermusiker.

## Leben
Joel Rubin gilt als einer der führenden Interpreten der osteuropäisch-jüdischen Instrumentalmusik (Klezmer). Zu seinen Bewunderern und Förderern gehören bedeutende Klezmer-Musiker wie die Klarinettisten Dave Tarras und Max Epstein sowie der Klarinetten-Virtuose Richard Stoltzman, Avantgarde-Komponist John Zorn und Nobelpreisträger und Dichter Roald Hoffmann. Rubin studierte mit Stoltzman und Kalmen Opperman, besuchte das California Institute of the Arts und schloss die State University of New York at Purchase mit einem „BFA“  ab. Seinen Doktorgrad erhielt er von der City University London für seine Arbeit in Musikethnologie über Improvisation und Ornamentierung in der Klezmer-Klarinette. Er lehrte an der Humboldt-Universität zu Berlin, der Cornell University, Syracuse University, am Ithaca College und ist zurzeit Assistant Professor und Director of Music Performance am McIntire Department of Music der University of Virginia.
Neben Auftritten mit traditionellen Musikern wie den Epstein Brothers („A Tickle in the Heart“), Moshe „Moussa“ Berlin, Leon Schwartz, Sid Beckerman, Pete Sokolow, Danny Rubinstein, Ben Bazyler und Leopold Kozlowski arbeitete er auch mit den Seymour Rexsite und Miriam Kressyn, zwei Schauspielern und Sängern des Jiddischen Theaters und Films. Rubin leitet seit 1994 das internationale Joel Rubin Ensemble (auch bekannt als Joel Rubin Jewish Music Ensemble, USA/Ungarn/Italien) und gründete einige erfolgreiche Klezmer-Ensembles, einschließlich der Gruppe Brave Old World. Mitglieder des Joel Rubin Ensembles sind unter anderem Kálmán Balogh (Cimbalom), David Chernyavsky (Geige) und Claudio Jacomucci (Akkordeon). Seine CD-Einspielungen „Midnight Prayer“ (2007), „Beregovski’s Khasene“ (Beregovski’s Wedding, 1997), „Bessarabian Symphony“ (1994), „Zeydes un Eyniklekh“ (Großväter und Enkel, 1995) und „Hungry Hearts“ (1998) gelten als Meisterwerke klassischer osteuropäischer und amerikanisch-jüdischer Musik. Seine Musik ist in dem preisgekrönten Dokumentarfilm über das Epstein Brothers-Orchester, „A Tickle in the Heart“ (BRD/Schweiz/USA 1996) zu hören, ein Film, der auf seiner Recherche und dem Treatment/Buch basiert, das er zusammen mit der Autorin, Herausgeberin und Musikethnologin Rita Ottens und dem Filmemacher Stefan Schwietert schrieb. Rubins Konzerttätigkeit erstreckt sich auf Europa, Nordamerika und Asien; Meisterklassen und Workshops führten ihn u. a. an das New England Conservatory of Music, die Yale University, und, auf Einladung der Wissenministerien Israels und Berlin, nach Jerusalem und Berlin. 2004 unterrichtet er mit Opperman und Stoltzman beim Clarinet Summit.
Rubin schrieb, zusammen mit Rita Ottens, die Bücher Klezmer-Musik (Bärenreiter/dtv, 1999) und Jüdische Musiktraditionen (Gustav Bosse-Verlag, 2001). Von 1993 bis 2008 gab er, zusammen mit Ottens, auch die Jewish Music Series mit CDs für das Wergo-Label des Mainzer Schott-Verlages heraus. Ihre Klezmer-Trilogie beim Trikont Verlag (Yikhes, 1991; Doyres, 1995 und Shteygers, 1995) gilt als Standardwerk. Sein Notenband Mazltov! Jewish-American Wedding Music for Clarinet (Schott Musik International) erschien 1998.

## Liste mit Veröffentlichungen

### Bücher
- Jüdische Musiktraditionen, mit Rita Ottens. Gustav Bosse Verlag, 2001.
- Klezmer-Musik, mit Rita Ottens. Bärenreiter und dtv, 1999.
- Mazltov! Jewish-American Wedding Music for Clarinet. Schott Musik International, 1998.

### Editionen
- Berichte aus der internationalen akademischen Konferenz „Hearing Israel: Music, Culture and History at 60“. Jerusalem: Min-Ad. Israel Studies in Musicology Vol. 7 Number II (2008–09), mit James Loeffler Online verfügbar.

### Buchkapitel
- Rubin, Joel E. “Like a string of pearls”: Brass instruments in Jewish instrumental klezmer music. In: Studies in Jazz 58: Early Twentieth-Century Brass Idioms: Art, Jazz, and Other Popular Traditions, Hg. Howard T. Weiner. Lanham, MD: Scarecrow Press 2009: 77-102.
- Rubin, Joel E. "They danced it, we played it": Adaptation and revitalization in post-1920s New York klezmer music. In: Studies in Jewish Civilization 19: "I Will Sing and Make Music": Jewish Music and Musicians Throughout the Ages. Hg. Leonard J. Greenspoon, Ronald A. Simkins, und Jean Cahan. Omaha: Creighton University Press, 2008: 181-213.
- Rubin, Joel E. Heyser Bulgar (The Spirited Bulgar): Compositional process in Jewish-American dance music of the 1910s and 1920s. In: Jüdische Musik und ihre Musiker im 20. Jahrhundert, Hg. Wolfgang Birtel, Joseph Dorfman und Christoph-Hellmut Mahling. Schriften zur Musikwissenschaft (Musikologisches Institut der Universität Mainz). Mainz: ARE Musikverlag (2006).
- Rubin, Joel E. Ambivalente Identitäten: Die amerikanische Klezmer-Bewegung als Reaktion auf Krise and Trauma. In: Berichte aus dem ICTM-Nationalkomitee Deutschland XIII: Traditionelle Musik und Mode(n) – Freie Berichte, Hg. Marianne Bröcker. Bamberg: Universitätsbibliothek, 2004: 89-115.
- Rubin, Joel E. „Im Zentrum eines alten Rituals“: Die Klarinette in der Klezmer-Musik. In: Faszination Klarinette. Munich/Berlin: Prestel Verlag/Musikinstrumenten-Museum, 2004: 219-230.
- Rubin, Joel. “Can’t You Play Anything Jewish?” Klezmer-Musik und jüdische Sozialisation im Nachkriegsamerika. In: Jüdische Literatur und Kultur in Großbritannien und den USA nach 1945, Hg. Beate Neumeier. Jüdische Kultur, Studien zu Religion, Geistesgeschichte und Kultur 3, Hg. Karl. E. Grözinger. Wiesbaden: Harrassowitz Verlag, 1998: 189-219.
- Rubin, Joel und Rita Ottens. Klezmer-Forschung in Osteuropa: damals und heute. In: Juden und Antisemitismus im östlichen Europa, Hg. Mariana Hausleitner und Monika Katz. Nr. 5 in der Reihe Multidisziplinäre Veröffentlichungen des Osteuropa-Institutes der Freien Universität zu Berlin. Harrassowitz Verlag, 1995: 177-193.

### Artikel
- Rubin, Joel E. “What A Jew Means in This Time”: Naftule Brandwein, Dave Tarras and the Shifting Aesthetics in the Contemporary Klezmer Landscape, in: Proceedings of the 2007 Conney Conference on Jewish Arts. Practicing Jews: Art, Identity, and Culture. Online veröffentlicht durch University of Wisconsin-Madison Libraries’ Office of Scholarly Communication and Publishing in collaboration with Wendt Library (2009). Online verfügbar
- Rubin, Joel E. “Music is the Pen of the Soul”: Recent Works on Hasidic and Jewish Instrumental Klezmer Music. AJS Review 29:1, Journal of the Association for Jewish Studies, 2005: 145-158.
- Rubin, Joel E. Jewish Diaspora. In: Encyclopedia of Popular Music of the World, Volume VII, Hg. John Shepherd et al., London: Continuum, 2005: 74-92.
- Ottens, Rita in Zusammenarbeit mit Joel E. Rubin. “Sounds of the Vanishing World: Yiddish Music in Contemporary Germany”, in web-based proceedings, “Sounds of Two Worlds: Music as a Mirror of Migration to and from Germany” conference, Max Kade Institute, University of Wisconsin-Madison, 2004and  Online verfügbar
- Rubin, Joel. Klezmer: The Lost Archive of Moyshe Beregovski. In: World Music. In: The Rough Guide: Latin and North America, Caribbean, India, Asia and Pacific, Volume Two of the New Edition, London: Rough Guides, 2000: 587.
- Rubin, Joel. Rumenishe shtiklekh (Romanian pieces). Klezmer music among the Hasidim in contemporary Israel. Judaism (Issue 185, Volume 47, Winter 1998): 12-23.
- Rubin, Joel. „Alts nemt zikh fun der doyne“ (Everything comes from the doina). The Romanian-Jewish Doina. A Closer Stylistic Examination. In: Proceedings of the First International Conference on Jewish Music, City University, London, April 1994. (London: City University, 1997): 133-164.

### Rezensionen und andere Schriften
- Buchrezension zu Max P. Baumann, Tim Becker und Raphael Woebs, Musik und Kultur im jüdischen Leben der Gegenwart, Berlin: Frank & Timme, 2006. PaRDeS. Zeitschrift der Vereinigung für Jüdische Studien e. V. 14 (2008).
- Buchrezension zu American Klezmer: Its Roots and Offshoots, Hg. Mark Slobin. Journal of the American Musicological Society 60 (1) (Spring 2007): 238–253.
- CD-Rezension zu Klezmer: Café Jew Zoo (Yale Strom) and Klezmer Suite: Music of Sid Robinovitch. Journal of the Society for American Music 1 (4) (November 2007): 546–553.
- Buchrezension zu Jane Mink Rossen und Uri Sharvit, A Fusion of Traditions: Liturgical Music in the Copenhagen Synagogue, Odense M: University Press of Southern Denmark, 2006. Yearbook for Traditional Music 39 (2007): 178–181.
- CD-Rezensionen zu The Western Sephardi Liturgical Tradition As Sung by Abraham Lopes Cardozo, The Hasidic Niggun As Sung by the Hasidim und Oh, Lovely Parrot! Jewish Women’s Songs from Kerala. Yearbook for Traditional Music vol. 38 (2006): 142–43.
- Buchrezension zu Georg Winkler, Klezmer. Merkmale, Strukturen und Tendenzen eines musikkulturellen Phänomens. Lied und populäre Kultur/Song and Popular Culture. Jahrbuch des Deutschen Volksliedarchivs 49 (2004): 285–321 (auf Englisch, mit Rita Ottens).
- The Blessing over Coca-Cola: Between Secularity and Transcendence. Sh’ma (September 2005/Tishrei 5766): 10-11.
- Video-Rezension zu David Kaufman, The New Klezmorim: Voices Inside the Revival of Yiddish Music. Ethnomusicology 47 (2) (Spring/Summer 2003): 284–286.
- Buchrezension zu Yaacov Mazor, The Klezmer Tradition in the Land of Israel, Jerusalem: The Hebrew University, The Jewish Music Research Centre, 2000. Yearbook for Traditional Music 34 (2002): 207–208.
- Buchrezension zu Walter Salmen, „... denn die Fiedel macht das Fest“. Jüdische Musikanten und Tänzer vom 13. bis 20. Jahrhundert. Innsbruck, Edition Helbling 1991. Musica Judaica, Journal of the American Society for Jewish Music, New York, vol. 13 (5755/1993–94): 98–108.
- Buchrezension zu Walter Salmen, „…denn die Fiedel macht das Fest.“ Jüdische Musikanten und Tänzer vom 13. bis 20. Jahrhundert. Jewish Folklore and Ethnology Review, vol. 13, no. 2 (1991): 23–24.

## Aufnahmen

### Einzelaufnahmen
- Joel Rubin/Uri Caine Duo. Azoy Tsu Tsveyt, Tzadik, 2011.
- Joel Rubin Ensemble featuring Rabbi Eli Silberstein. Nign of Reb Mendel: Hasidic Songs in Yiddish, Traditional Crossroads, 2010.
- Joel Rubin Ensemble. Midnight Prayer, Traditional Crossroads, 2007.
- Brave Old World. Klezmer Music, Flying Fish Records, 1991.
- Joel Rubin Klezmer Band. Brave Old World, Global Village, 1988.

### Jewish Music Series
- Aneinu (Answer Us): Hasidic-Orthodox Music from the Festival of the Torah in Jerusalem (Moussa Berlin Ensemble), Schott Wergo, 2008.
- Shalom Comrade!: Yiddish Music in the Soviet Union 1928-1961, Schott Wergo, 2005.
- Di eybike mame (The Eternal Mother): Women in Yiddish Theater and Popular Song 1906-1929, Schott Wergo, 2003.
- Cantor Isaac Algazi: Sweet Singer of Israel. Ottoman Jewish Music from the Early 20th Century, Schott Wergo, in Zusammenarbeit mit Prof. Edwin Seroussi und dem Renanot Institute for Jewish Music, Schott Wergo, 2002.
- Oytsres (Treasures): Klezmer Music 1908-1996, Schott Wergo, 1999.
- Joel Rubin. Hungry Hearts: Classic Yiddish Clarinet Solos of the 1920s, Schott Wergo, 1998.
- Joel Rubin Jewish Music Ensemble. Beregovski’s Khasene (Beregovski’s Wedding): Forgotten Instrumental Treasures from the Ukraine, Schott Wergo, 1997.
- The Epstein Brothers Orchestra. Kings of Freylekh Land: A Century of Yiddish-American Music, Schott Wergo, 1995.
- Joel Rubin with the Epstein Brothers Orchestra. Zeydes un Eyniklekh (Grandfathers and Grandsons): American-Jewish Wedding Music from the Repertoire of Dave Tarras, Schott Wergo, 1995.
- Rubin and Horowitz. Bessarabian Symphony: Early Jewish Instrumental Music, Schott Wergo, 1994.
- Jüdische Lebenswelten/Patterns of Jewish Life: Highlights from the Concert Serles ”Traditional and Popular Jewish Music” Berlin 1992, Schott Wergo, 1993.

### Trikont Klezmer-Trilogie
- Yikhes (Lineage): Early Klezmer Recordings 1911-1939, Trikont, 1996 [Yikhes: Frühe Klezmer-Aufnahmen von 1908-1939, Trikont, 1991]
- Doyres (Generations): Traditional Klezmer Recordings 1979-1994, Trikont, 1995.
- Shteygers (Ways). New Klezmer Music 1991-1994, Trikont, 1995.